# 1941 في أستراليا
فيما يلي قوائم الأحداث التي وقعت خلال عام 1941 في أستراليا.

## سياسة

### تعيين في المنصب
- 7 أكتوبر – جون كيرتن رئيس الوزراء الأسترالي.
- 7 أكتوبر – هيربرت فير إيفات المدعي العالم لأستراليا [الإنجليزية]‏، وزير الخارجية [الإنجليزية]‏.

### انتهاء فترة المنصب
- 1 يناير – بيلي هيوز المدعي العالم لأستراليا [الإنجليزية]‏.
- 28 أغسطس – هارولد هولت وزير الصناعة والابتكار [الإنجليزية]‏.

## مواليد

### أبريل
- 10 أبريل – جوزيف الكسندر هيلر

### يوليو
- 9 يوليو – يان ليهان لاعبة كرة مضرب أسترالية.

### ديسمبر
- 21 ديسمبر – غرايم سيغال

## وفيات

### يناير
- 24 يناير – توماس أيه كوران (مواليد 1879) ممثل أمريكي.

### فبراير
- 5 فبراير – بانجو باترسون (مواليد 1864)
- 9 فبراير – إليزابيث فون أرنيم (مواليد 1866) كاتبة أسترالية.
- 25 فبراير – إدوارد ديوهرست (مواليد 1870) لاعب كرة مضرب أسترالي.